# 1715년 영국 총선
1715년 영국 총선은 1715년 치러진 영국의 총선이다. 1714년 10월, 조지 1세는 즉위 직후 토리당 내각을 해임하고, 그의 왕위계승에 공을 세운 휘그당 내각으로 대체한다. 선거에서도 휘그당이 과반을 차지하자, 토리당은 숙청되었고, 휘그당 장기집권이 시작된다

## 선거 결과
| 정당   | 의석 수 |
| ------ | ------- |
| 휘그당 | 341     |
| 토리당 | 217     |
| 합계   | 558석   |